# Omeogene

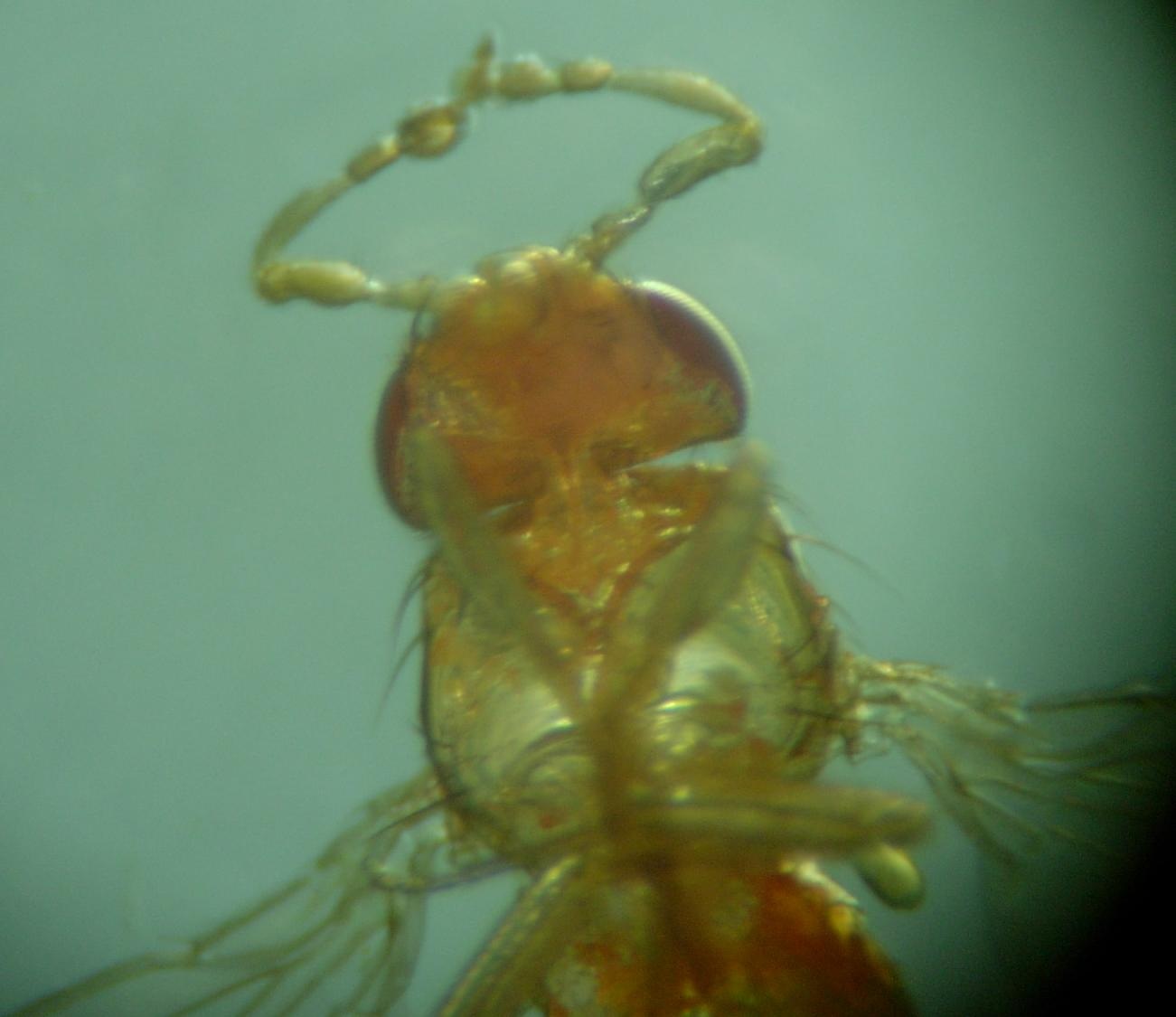
Esempio di mutazione di un gene omeotico: Antennapedia

Un gene omeotico (detto anche omeogene) è il gene di controllo principale che regola una serie di altri geni adibiti allo sviluppo del piano strutturale di un organismo. In alcune cellule del corpo questi geni omeotici sono attivi, in altre cellule sono inattivi: il risultato finale è un organismo adulto. Un esempio di omeogene umano è il gene omeotico HOXB1 responsabile della differenziazione e migrazione dei motoneuroni facciali.
Una mutazione di un gene omeotico è responsabile di malformazioni morfologiche dell'organismo durante lo sviluppo. L'esempio più noto di mutazione omeotica è la mutazione del gene homeobox Antennapedia nel moscerino della frutta Drosophila melanogaster, che ha le zampe al posto delle antenne.